# Louis Arquer
 (janvier 2013).
Louis Arquer, né le 8 février 1951 à Neuilly-sur-Seine, est un dessinateur et sculpteur, auteur de timbres-poste depuis 1974.

## Biographie
De parents tous deux artistes, Ramon et Jeanne Arquer, ayant fait les Beaux-Arts à Barcelone et à Lyon, graveurs spécialisés dans le travail des tissus imprimés en sérigraphie, pour des maisons d'édition, à la réalisation de panneaux décoratifs, signés et numérotés par les artistes comme Jean Lurçat, Jean Picart Le Doux, Bernard Buffet, Carzou, Salvador Dali, Emili Grau i Sala, Roger Bezombes, Yves Brayer, René Fumeron, Michel Kichka, Louis Toffoli, Kostia Terechkovitch, Manufacture d'Aubusson Robert Four, Éditions tisée main ou en sérigraphie[réf. nécessaire], Louis Arquer apprend le métier de ses parents et suit de nombreux cours de dessin : à Montreuil, cours du soir Louis Teicher, à Paris, cours de la Grande Chaumière et cours municipal de la ville de Paris, place des Vosges.
De 1967 à 1969, il fréquente l'École municipale supérieure d'architecture des arts et techniques et centre de préformation professionnelle aux métiers du dessin de la ville de Paris. En 1969, le collège de la rue Madame. De 1970 à 1972, diplômé ESAM Design de l'École supérieure des arts modernes, direction des études L.K. Derryck.
Graphiste illustrateur (indépendant), de 1974 à 1977 il réalise de nombreuses maquettes de timbre-poste, des pays d'Afrique francophone, Monaco et France, pour l'agence de Jacques Combet, graveur et créateur de timbres pour la métropole et le Bureau d'études des postes et télécommunications d'outre-mer (BEPTOM), avant de s'en affranchir pour travailler directement sur ses timbres. Sa première réalisation personnelle est émise en 1977 pour l'admission à l'ONU de Djibouti.
Ses premières réalisations philatéliques pour la France métropolitaine datent de 1988. Son premier timbre créé, Remiremont, est émis le 15 mai 1995.

## Œuvres

### Timbres français d'Andorre
- 1989 : 2 Timbres Europa (jeux d'enfants)

1. El Mocador 2,20
2. El Cavall Fort 3,60 (gravé par P. Béquet)

- 1992 : 2 Timbres & vignette Jocs Olimpics d'Hivern - Albertville 92

1. Eslàlom 2,50
2. Palau de Gel d'Andorra (Canillo) 3,50 + TaD[Quoi ?]

### Mises en page de timbre
- 1990 : Fragment d'una pintura mural de Santa Coloma + TaD
- 1991 : Mare de Déu del Remei de Sant Julia i Sant Germa + TaD
- 1992 : Retaule de Santa Eulàlià d'Encamp + TaD

### Oblitérations1erjourou timbres à date = TaD
- 1990 : Fragment d'una pintura mural de Santa Coloma 6/10
- 1991 : Mare de Déu del Remei de Sant Julia i Sant Germa 16/11
- 1992 : Jocs Olimpics d'Estiu 6/06
- 1992 : Jocs Olympics d'Hivern 1/02
- 1992 : Retaule de Santa Eulàlià d'Encamp 12/09
- 1993 : 10 Anys d'Escola Andorrana 18/09
- 1994 : Constitucio 1er Aniversari 14/03
- 1994 : Sèrie Turistica 9/07
- 1994 : Natura 3/09
- 1994 : Trobada dels Coprinceps 22/10
- 1999 : 50e Aniversari Federacio Internacional de l'Art Fotogràfic 24/07
- 2000 : Expo Hannover 2000 6/10
- 2001 : La Creu Grossa 17/11
- 2002 : Dia Mondial de l'Aigua 22/04
- 2003 : Hôtel Mirador 12/04
- 2004 : poblet de Fontaneda 3/07
- 2005 : Mussol pirinenc, Aegolius funereus 6/04
- 2007 : Vall del Comapedrosa 6/10
- 2007 : Rugbi 1/09
- 2008 : 75e Aniversari del Sufragi Universal Masculi 30/08

### Timbres de France
- 15 mai 1995 : Remiremont - Vosges (gravé par Raymond Coatentiec) + TaD
- 26 juin 2006 : Capitales européennes : Nicosie, bloc de quatre timbres + TaD
- 2 mai 2017 : Europa : le scoutisme juin
- 18 juin 2012 : Le Handball, timbre en argent 999 millièmes

### Mises en page de timbre et♣[Quoi ?]
- 1988 : Robert Jacobsen, Hommage à Léon Degand -  Année culturelle France-Danemark (France)
- 1988 : Robert Jacobsen, Hommage à Léon Degand -  Année culturelle France-Danemark (Danemark)
- 1988 : Strasbourg Argentoratum 2000 ans
- 1989 : Croix-rouge Française -  Soierie de Lyon XVIIIe siècle
- 1989 : Centenaire de l'École Estienne
- 1989 : EUROPA Jeux d'Enfants, marelle
- 1989 : EUROPA Jeux d'Enfants, ballon
- 1990 : Jeux Olympiques d'hiver Albertville 92 + TaD
- 1990 : Odilon Redon, Profil de femme + TaD ♣ Élu le Meilleur Timbre de l'Année
- 1990 : Auguste Rodin, Cambodgienne assise + TaD
- 1991 : Cholet PhilexJeunes 1991 + TaD
- 1991 : 90e Anniversaire du Concours Lépine + TaD
- 1991 : Marcel Cerdan 1916-1949 + TaD
- 1991 : Croix-rouge Française - F. Nardi le Port de Toulon, le matin + TaD
- 1992 : Sandro Botticelli, 1492 Fondation d'Ajaccio + TaD ♣ Élu le Meilleur Timbre de l'Année
- 1992 : 1492 première ascension du mont Aiguille - Isère + TaD
- 1993 : Maurice Denis, Les Muses + TaD
- 1993 : Centre national des arts du cirque -  Chalons-sur-Marne + TaD
- 1994 : Vitrail de la cathédrale Saint-Julien du Mans - La légende de Saint-Étienne (XIIesiècle) + TaD

### Oblitération1erjour / TaD / ♣ = cérès de la philatélie
- 1990 : Odilon Redon, Profil de femme - 33 Bordeaux 3/03
- 1990 : Auguste Rodin, Cambodgienne Assise - Paris 9/06
- 1990 : (série de 6) Bicentenaire de la Révolution française, bloc feuillet 13/10
- 1990 : Création du Drapeau Tricolore - Paris 13/10
- 1990 : Création des Départements Français - 70 Port-sur-Saône 13/10
- 1990 : Gaspard Monge 1746-1818 - 21 Beaune 13/10
- 1990 : Abbé Grégoire 1750-1831 - 54 Veho-Embermenil & Paris 13/10
- 1991 : Philexjeunes 91 - 49 Cholet 30/03
- 1991 : (série de7) Erik Satie 1866-1925 - 76 Honfleur & 94 Arcueil 11/04
- 1991 : Arthur Honegger 1892-1955 - 76 Le Havre 11/04
- 1991 : Germaine Tailleferre 1892-1983 - 94 Saint-Maur-des-Fossés 11/04
- 1991 : Georges Auric 1899-1983 - 34 Lodève 11/04
- 1991 : Florent Schmitt 1870-1958 - 54 Blamont
- 1991 : César Franck 1822-1890 - Paris 11/04
- 1991 : 90e anniv. concours Lépine - Paris 27/04
- 1991 : Marcel Cerdan 1916-1949 - Paris 19/10
- 1991 : Croix rouge française - 83 Toulon 30/11
- 1991 : 5e Jeux Paralympiques Tignes 92 - Paris 6/12 Lyon 7/12
- 1991 : Mayotte rattachement volontaire à la France 1841-1991 - Paris 20/12
- 1992 : Le Pavillon de la France à Séville - Paris 18/01
- 1992 : Sandro Botticelli 1492 Fondation d'Ajaccio - 20 Ajaccio 30/04
- 1992 : 65e congrès de la Fédération des sociétés philatéliques françaises - 79 Niort 6/06
- 1992 : 1492 Première ascension du Mont-Aiguille - Isère - 38 Clelles en Trièves 27/06
- 1992 : Lorient - 56 Lorient 4/07
- 1993 : Chinon. Indre-et-Loire - 37 Chinon 24/04
- 1993 : (série de 8). Série personnages célèbres 24/04
- 1993 : Marguerite Yourcenar 1903-1987 - 59 Bailleul & Paris
- 1993 : Guy de Maupassant 1850-1893 - 76 Tourville-sur-Arques 24/04
- 1993 : Alain 1868-1951 - 61 Mortagne-au-Perche 24/04
- 1993 : André Chamson 1900-1983 - 30 Nîmes 24/04
- 1993 : Marcel Pagnol 1895-1974 - 13 Aubagne 24/04
- 1993 : Jean Cocteau 1889-1963 - 78 Maisons Laffitte 24/04
- 1993 : Centre national des art du cirque - 51 Châlons-sur-Marne 2/10
- 1993 : 1870 Maurice Denis 1943 Les Muses - 78 Saint-Germain-en-Laye 2/10
- 1994 : Cathédrale du Mans légende de St Étienne XIIe siècle - 72 Le Mans 12/02
- 1994 : Bastia - 20 Bastia 19/02
- 1994 : Créateur de Guignol 1769-1844 L. Mourguet - 69 Villeurbanne 4/03
- 1994 : Centenaire du comité international olympique P. De Coubertin - Paris 23/06
- 1994 : Nicolas Poussin 1594-1665 Moïse et les filles de Jethro - 27 Les Andelys 10/09
- 1994 : Bicentenaire du Conservatoire national des arts et métiers - Paris 24/09
- 1994 : Alain Colas 58 Clamecy 19/11
- 1994 : 50 ans Fédération nationale de la presse française - Paris 17/12
- 1995 : Jean Giono 1895-1970 - 04 Manosque 25/03
- 1995 : (série de 4) Régions naturelles de France / Vosges - 88 Épinal / Bretagne - 35 Rennes / Camargue - 13 Arles / Auvergne - 63 Clermont-Ferrand 8/04
- 1995 : Remiremont Vosges - 88 Remiremont 15/05
- 1995 : Pharmacie hospitalière 1495-1995 - Paris & 69 Lyon 23/09
- 1995 : L'Institut de France 1795-1995 - Paris 14/10
- 1996 : 50 Ans Électricité de France & Gaz de France 1946-1996 - 31 Toulouse & 38 Grenoble & Paris 6/04
- 1997 : Championnats du Monde d'Aviron Savoie - 73 Aiguebelette-le-Lac 30/08
- 1997 : Domaine de Sceaux Hauts-de-Seine - 92 Sceaux 11/10
- 1998 : Abbaye de Citeaux 1098-1998 Côte-d'Or - 21 St Nicolas les Citeaux 14/03
- 1998 : Salon de l'Auto 1898-1998 - Paris 1/10
- 1998 : 1914-1918 - 94 Orly 17/10
- 1999 : Jean Goujon 1510-1566 - Paris 13/02
- 1999 : Recensement de la Population - Paris 20/02
- 1999 : Élections au Parlement Européen - Paris 27/03
- 1999 : Richard Cœur de Lion 1157-1199 - 87 Chalus & 27 Les Andelys & 49 Fontevraud-l'Abbaye 10/04
- 1999 : Europa La Camargue - 67 Strasbourg 24/04
- 1999 : Saint-Pierre Patrimoine Martiniquais - 972 Saint-Pierre 15/05
- 1999 : (série de 2) Nature de France / les chiens / les chats - 92 Gennevilliers 2/10
- 1999 : Frédéric Chopin 1810-1849 - Paris 17/10
- 2000 : Pervenche de Madagascar - 81 Castres 25/03
- 2000 : Voitures anciennes Philexjeunes - 74 Annecy 5/05
- 2000 : 1950 Conquête de l'Annapurna - Premier 8000 - 74 Chamonix-Mont-Blanc 3/06
- 2001 : (série de 5) Animaux des bois / bloc-feuillet / l'écureuil / l'hermine / le chevreuil / le hérisson - Paris & 64 Laruns 21/04
- ♣ 2001 : Les Jardins de Versailles Hommage à Le Nôtre - 78 Versailles 12/05
- 2001 : Pierre de Fermat 1601-1665 - 82 Beaumont-de-Lomagne 19/08
- 2002 : Le Cirque Europa - 67 Strasbourg 00/01
- 2002 : Alain Bosquet 1919-1998 - Paris 16/02
- 2002 : Louis Delgrès 1766-1802 - 971 Basse-Terre 25/05
- 2002 : (série de 14) Étoiles du jazz, Jazz à Juan,  Bloc Feuillet - 06 Juan-les-Pins 13/07
- 2002 : Michel Petrucciani 1962-1999 - 06 Juan-les-Pins & Paris 13/07
- 2002 : Sidney Bechet 1897-1959 - 06 Juans-les-Pins & Paris 13/07
- 2002 : Louis Armstrong 1901-1871 - 06 Juan-les-Pins & Paris 13/07
- 2002 : Stéphane Grappelli - 06 Juan-les-Pins & Paris 13/07
- 2002 : Duke Ellington 1899-1974 - 06 Juan-les-Pins & Paris 13/07
- 2002 : Ella Fitzgerald 1918-1996 - 06 Juan-les-Pins & Paris 13/07
- 2002 : Étoiles du jazz, bloc feuillet - Paris 13/07
- 2002 : Capitales européennes : Rome - Paris 7/11
- 2003 : Basilique Notre-Dame de l'épine - Paris 21/06
- 2003 : Jardin de France - Paris 27/09
- 2003 : La semeuse de Roty - Paris 6/11
- ♣ 2004 : Jardin de France Salon du Timbre 2004 - Paris 4/06
- 2004 : Le don d'organes - 13 Marseille 22/06
- 2005 : (série de 8) Jules Verne Les voyages extraordinaires - 80 Amiens / 44 Nantes / Paris 28/05
- 2005 : Jules Verne Les voyages extraordinaires, bloc-feuillet - 80 Amiens / 44 Nantes / Paris 28/05
- 2005 : Jules Verne Les voyages extraordinaires - 80 Amiens / Paris 28/05
- 2006 : Grotte de Rouffignac - 24 Rouffignac-Saint-Cernin-de-Reilhac 27/05
- 2006 : Capitales européennes : Nicosie - Paris 20/06
- 2007 : Europa le scoutisme - 67 Strasbourg 1/05
- 2007 : Sanglier-Enseigne Gaulois - 33 Soulac-sur-Mer 4/06
- 2008 : Lyon-Rhône - 69 Lyon 4/04
- 2008 : Grand Palais 81e Congrès F.F.A.P. - Paris 14/06
- 2010 : Bergerie nationale de Rambouillet - 78 Rambouillet 1/05
- 2011 : Tristan Corbière 1845-1875 - Paris 4/03
- 2011 : Capitales européennes : Budapest - Paris 25/03

#### Oblitération, exceptionnel
- 1992 : Calendrier, Programme philatélique 1992 (Logo Europe)
- 1993 : Union des philatélistes des PTT, Meilleurs vœux pour 1994
- 1994 : La Poste, Boulogne point du jour (bloc mobile)
- 1995 : 10e Paris-Nice cyclo, UPPTT-IDF, Paris
- 1996 : Philapostel 96, Congrès UIPPT
- 1998 : Transport exceptionnel de courrier par ballon, La Poste - Gordon Bennett 1998
- 1999 : Congrès du parlement de Versailles (bloc mobile)
- 1999 : Philatélie 38, Grenoble-Chavant (bloc mobile)
- 1999 : La Poste, Inauguration 14 avril 1999, Paris - Édith Piaf
- 1999 : Cartophilex 92, Bourg-la-Reine 28/11

### Illustrations du document philatélique / Collection Historique du Timbre-Poste Français
- 1993 : UNESCO, Parc archéologique d'Ankor, Cambodge & Parc national du Tassili n'Ajjer, Algérie
- 1995 : Remiremont, Vosges, Notre-Dame du Trésor
- 1995 : Pharmacie hospitalière 1495-1995, Pots à pharmacie XVIIIe s
- 1996 : Bitche, Moselle, Plan de la ville
- 1996 : Alain Poher 1909-1996, Palais du Luxembourg
- 1998 : Saint-Dié, Vosges, La tour de la liberté
- 1999 : Patrimoine culturel du Liban, Figurines divines
- 1999 : École de Nancy, Émile Gallé, Les Ombelles de E. Vallin, panneau
- 1999 : Philex France 99, Double page de couverture
- 1999 : Nature de France, Les Chats
- 1999 : Nature de France, Les Chiens
- 2000 : Germigny-des-Prés, L'église
- 2000 : Parlement de Bretagne, Boiserie, armes de Bretagne & de France
- 2000 : Gérardmer Vallée des lacs - Vosges, Le pont des fées
- 2000 : Camille Claudel 1864-1943 l'implorante
- 2000 : Raymond Peynet, Le kiosque des amoureux, Valence dans son atelier
- 2000 : Regards sur la Nature, Animaux & minéraux
- 2000 : Métallurgie 1900-2000, Sstructure du Grand Palais
- 2001 : UNESCO, Pyramides de Guizèh, Égypte, Triade de Mykérinos
- 2001 : Les Jardins de Versailles - Hommage à Le Nôtre portrait
- 2001 : Nogent-le-Rotrou - Eure-et-Loir, Tombeau du duc & la duchesse de Sully
- 2001 : Calais, Pas-de-Calais Ssiège de Calais, XVIe s
- 2001 : Pierre de Fermat 1601-1665, Ouvrage de P. de F. 1679
- 2001 : Jacques Chaban-Delmas à l'Assemblée Nationale
- 2001 : Jean Pierre-Bloch 1905-1999, Portrait
- 2001 : Albert Caquot 1881-1976, Ballon de Caquot
- 2002 : Europa 2002, Le Cirque, Cirque National, Champs-Élysées 1844
- 2002 : Championnat du monde Athlétisme Handisport, Athlète non voyant
- 2002 : Champions du monde de football, Noble vénitien jouant au calcio
- 2002 : Salt Lake City, Patineurs
- 2002 : Cathédrale de Metz, Cathédrale
- 2002 : Marseille, 75e congrès de la FFAP, Arbre de l'espérance
- 2002 : Alain Bosquet 1919-1998, Buste du Poète
- 2002 : Louis Delgrès 1766-1802, Fort Delgrès, Basse-Terre
- 2002 : Georges Perec 1936-1982, Portrait
- 2003 : Jacqueline Auriol 1917-2000 dans son avion
- 2003 : La Semeuse de Roty
- 2003 : Art de l'Affiche, Affiche A. Mucha
- 2003 : Championnats du monde d'athlétisme, Saint-Denis, Sculpture Discobole
- 2003 : Jardins de France, le salon du timbre 2004, Fontaine des quatre parties du monde
- 2004 : Jardins de France, le salon du timbre 2004, Diane à la biche
- 2004 : Cathédrale de Luçon, Vendée, orgue
- 2004 : Aliénor d'Aquitaine vers 1122-1204, Sceau d'Aliénor
- 2004 : Jean-Léon Gérome 1824-1904, Buste de l'artiste par Léopold Bernstamm, 1897
- 2004 : Marie Marvingt 1875-1963 dans son avion
- 2004 : FIFA 1904-2004, Joueurs
- 2004 : 77e congrès de la Fédération Française des Associations Philatéliques, L'Arc de Triomphe
- 2004 : Entente Cordiale 1904-2004 d'après E. Dulac, timbre non émis de 1940
- 2004 : Sécurité routière, Logo
- 2004 : Diên Biên Phu, hommage aux combattants, Médaille assemblée nationale des combattants de D.B.P.
- 2004 : Débarquements et Libération 1944-2004, Médaille du 50e Anniversaire
- 2005 : François Pompon 1855-1933, Panthère
- 2005 : Albert Einstein 1879-1955, Portrait
- 2005 : Jacob Kaplan 1895-1994, Portrait
- 2005 : Raymond Aron 1905-1983, Mur de Berlin, en cours de démantèlement
- 2005 : Adrienne Bolland 1895-1975 dans son avion
- 2005 : Nancy 2005, 78e congrès de  la FFAP, Mairie de Nancy
- 2005 : Golfe du Morbihan, Rempart de Vannes
- 2005 : Aix-en-Provence - Bouches-du-Rhône, Fontaine
- 2005 : Le Haras du Pin, Attelage
- 2005 : Loi de séparation des Églises et de l'État 1905-2005, Aristide Briand, la vie illustrée
- 2006 : Capitales européennes, Nicosie, cathédrale Saint-Jean,XVIIe s., chapiteau, St Georges bois XVIIIe, pièce Ve s.
- 2006 : France, Nations-unies, tour César de Provins & détail enluminure, Mont-Saint-Michel
- 2006 : Paris Opéra Garnier, 79e congrès de la FFAP, Sculpture d'Eugène Guillaume
- 2006 : Musée du Quai Branly, Fragment de statue Moai de l'ile de Pâques
- 2006 : Grotte de Rouffignac, frise de rhinocéros
- 2006 : Yvoire, Haute-Savoie, Porte de Nernier, XIVe s.
- 2006 : Turin (Jeux olympiques d'hiver), Fragment de poterie
- 2006 : Henri Moissan 1852-1907 (Pharmacien, Prix Nobel de chimie 1906) dans son atelier
- 2006 : Grande Loge Nationale Française, Le Grand Temple, rue Christine de Pisan
- 2006 : UNESCO, Détail sculpture temple Vat Xieng Thong du site de Luang Prabang, Laos & Tigres de Sibérie
- 2007 : Jardin de France, Parc de la Tête d'Or, Lyon La Centauresse & Le Faune; sculpture de Courtet, 1849
- 2007 : Vauban 1633-1707, porte des Campani, Saint-Martin-de-Ré
- 2007 : Sully Prudhomme 1839-1907 (lieu de séjour du poète), château D'Ollans, Doubs
- 2007 : Poitiers, Notre-Dame-la-Grande, détail de l'église
- 2007 : Dole, Jura, Portrait de Pasteur et vue de Dole
- 2008 : Paris Grand Palais, 81e congrès FFAP, Quadriges, l'Harmonie triomphant de la discorde, sculpture de Georges Récipon
- 2008 : 1re Greffe du cœur en Europe 1968-2008, hôpital de la Pitié-Salpêtrière
- 2008 : Mémorial Charles de Gaulle
- 2008 : La Rochelle, Charente-Maritime, Hôtel de ville
- 2008 : Vendôme, Loir-et-Cher, Porte Saint-Georges
- 2008 : Sommet de Paris pour la Méditerranée, l'Olivier
- 2008 : UNESCO, Machu Picchu & Gorille
- 2008 : France-Liban, le Cèdre
- 2009 : La protection des pôles, ours polaire
- 2009 : Conseil constitutionnel, le Palais Royal
- 2009 : Menton, Alpes-Maritimes, La ville
- 2009 : Cathédrale Sainte-Cécile Albi, Détail
- 2009 : Palais des Papes, Avignon
- 2009 : 82e congrès de la FFAP, Tarbes, Cloître du jardin Massey
- 2009 : Mâcon, Saône-et-Loire, Vieux Saint-Vincent
- 2009 : Bordeaux, Gironde, Le pont de pierre
- 2009 : Chaumont, Haute-Marne, Basilique Saint-Jean & le viaduc
- 2009 : Abbaye de Royaumont, Val-d'Oise, Détail de l'abbaye
- 2009 : Mémorial Jean Moulin, Rhône, Maison à Caluire
- 2009 : Christo & Jeanne-Claude, Paris 1985, le Pont-Neuf Empaqueté
- 2009 : Aimé Césaire 1913-2008, Œuvre de Laurent Valère
- 2009 : Étienne Dolet 1509-1546, Marque de l'imprimeur
- 2009 : Louis Braille 1809-1852, Machine à pistons Braille-Foucault
- 2009 : Eugène Vaillé 1875-1959, hôtel Choiseul-Praslin
- 2009 : Juliette Dodu 1848-1909, Sculpture représentant J. Dodu
- 2009 : Coupe Gordon Bennett  1909-2009, Avion
- 2009 : France-Suisse - René de Saint-Marceaux 1845-1915, Monument de l'Union postal universelle, Berne
- 2009 : France-Venezuela - Francisco Miranda 1750-1816, Portrait du Général Miranda, estampe château de Versailles
- 2009 : UNESCO, Suzhou, Chine & ours polaire
- 2010 : Abbé Pierre 1912-2007, Les obsèques du petit Marc, 7 janvier 1954
- 2010 : Vancouver, Canada (jeux olympiques), Biathlon
- 2010 : Singapour, jeux olympiques de la jeunesse, sportifs
- 2010 : Europa, Les livres pour enfants, couverture des Indes noires de Jules Verne
- 2010 : France/Monaco Institut de paléontologie humaine, Paris 1910-2010, Détail de la frise de l'IPH
- 2010 : Bergerie Nationale de Rambouillet, Moutons mérinos
- 2010 : Barreau de Paris 1810-2010, Palais de justice
- 2010 : William Turner 1775-1851, Portrait
- 2010 : Louise Bourgeois 1911-2010, Sculpture de L.B.
- 2011 : Tram-Train de Mulhouse, La ville
- 2011 : Année internationale de la chimie, Marie Curie, portrait
- 2011 : Jean Bazaine 1904-2001 dans son atelier
- 2011 : Odilon Redon 1840-1916, portrait
- 2011 : Tristan Corbière 1845-1875, poète d'après dessin, la corvette de manœuvre
- 2011 : 800e anniversaire de la cathédrale de Reims, détail sculpture Cathédrale
- 2011 : 84e Congrès de la Fédération Française des Associations Philatéliques, Metz 2011, ville de Metz
- 2013 : Gaston Doumergue 1863-1937, maison natale
- 2013 : Théodore Deck 1823-1891, céramique
- 2013 : Ordre National du Mérite 1963-2013, Musée national de la légion d'honneur
- 2014 : Anne de Bretagne 1477-1514, enluminure
- 2014 : Buste de César, monnaie
- 2014 : Joan Mitchell 1925-1992, portrait

### Timbres de Polynésie Française
- 1984 : Timbre 4e Festival des Arts du Pacifique Sud Nouméa - Postes 150F
- 1985 : Timbre 4e Festival des Arts du Pacifique 29 juin au 15 juillet - Poste aérienne 200F
- 1986 : Deux timbres Art Rupestre
  - Vallée de Punaei (Marquises) - Postes 58F
  - Vallée de Hane (Marquises) - Postes 59F
- 1987 : Deux timbres Pétroglyphes polynésiens, Tahiti - Postes 13F - Postes 21F
- 1987 : Timbre Centenaire de la caserne Broche - Poste aérienne 350F d'après archive RI.MA.P (avec vignette)
- 1987 : deux timbres-Taxe
  - Appui-Tête 20F
  - Écope 50F
- 1995 : Timbre 50e anniversaire de la fondation de l'organisation des Nations unies - Postes 420F (avec vignette)

### Oblitération1erjour
- 1993 : 50e Anniversaire de l'Aérodrome de Bora-Bora, Tahiti, 5 avril
- 1993 : Pêche couleur lagon, Papeete, 10 février

### Timbres deMayotte
- 1999 : « Armoiries de Mayotte - bloc de quatre Philexfrance 99 », illustration des marges

### Oblitération1erjour
- 1999 : La Vanille, 976 Coconi, 6 novembre
- 1999 : Le Deba, 976 Kani-Keli, 6 novembre
- 1999 : Pirogues à balancier, 976 Sada, 25 septembre
- 1999 : La préfecture, 976 Dzaoudzi, 25 septembre
- 1999 : PhilexFrance 99, Le Mondial du Timbre, 2/11 juillet
- 1999 : Retenue collinaire de Combani, 976 Combani, 6 février
- 1999 : L'île au lagon, 976 Mamoudzou, 6 février
- 1998 : Le Chombo, 976 Dzoumogne, 19 décembre
- 1998 : La pêche traditionnelle au Djarifa, 976 Sada, 7 novembre
- 1998 : Mariama Salim, 976 Sada, 3 octobre
- 1998 : Mosquée de Tsingoni, 976 Combani, 5 septembre
- 1998 : La barge, 976 Dzaoudzi, 30 mai
- 1998 : Le carnaval des enfants, 976 Mamoudzou, 30 mai
- 1998 : Planning familial 1,2,3,... Bass, Dembeni, 1er avril
- 1998 : Oiseau de Mayotte pique-bœuf, Coconi, 1er avril

### Timbres deNouvelle-Calédonie
- 1979 : Timbre Première expérience mondiale de l'atmosphère globale - Poste Aérienne 53F (d'après G. Greaume)
- 1985 : Timbre Sauvegarde du Patrimoine Passerelle Marguerite. La Foa - Postes 44F
- 1987 : Timbre Nouvelle mairie du mont Dore - Postes 92F (d'après M. Laffont)
- 1987 : Timbre 13e convention du Soroptimist international - Melbourne, Australie, 26/31 juillet 1987 - Postes 270F
- 1988 : Timbre Polio plus - Rotary - Poste aérienne 220F
- 1988 : Timbre 125e Anniversaire Croix-rouge croissant-rouge - Postes 300F
- 1994 : Timbre 1re liaison aérienne Paris - Nouméa par Airbus A 340 - Poste aérienne 90F & 1 TaD 1er jour, 30 mars
- 1996 : Timbre A.T.R.42 air Calédonie - Poste aérienne 100F & Illustration de l'enveloppe Aérogramme air letter
- 2003 : Trois timbres Douzième Jeux du Pacifique Sud - 5F Ball-trap, 30F Rugby, 70F Squash & 1 TaD 1er jour, 11 juin
- 2006 : Timbre Coupe du monde de la FIFA (Coupe du monde de football) - Postes 110F & 1 TaD 1er jour 8 juin, illustrations des marges & enveloppe 1er Jour
- 2008 : Timbre Joyeux Noël -  opt 2008  110F, 1 TaD 1er Jour 6 novembre & enveloppe 1er jour

### Timbres deWallis-et-Futuna
- Deux timbres 30e Anniversaire des droits de l'homme - Postes 56F jaune - Postes 44F vert
- 1986 : Timbre Passage de la comète de Halley - Poste Aérienne 100F
- 1997 : Timbre Handisport de Berlin - Postes 35F (d'après photo Gildas Pressensé)
- 1998 : Timbre Télécom 2000 à Wallis - Postes 7F (d'après photos)

### Oblitération1erjour
- 2000 : Service philatélique Mata-Utu
- 2002 : 56e Salon philatélique d'automne, Les poissons rares, 7/12 novembre
- 2003 : Dernier vol du Lancaster à Wallis, 26 janvier 1963
- 2003 : Bicentenaire de la naissance de Pierre Chanel, 12 juillet 1803-2003
- 2004 : 9e Festival des arts du Pacifique - Palau, 21/31 juillet
- 2004 : 58e Salon philatélique d'automne, 11/14 novembre
- 2005 : 2e Exposition philatélique locale, 14 juillet/14 aout
- 2005 : 59e Salon philatélique d'automne, 10/13 novembre

### Enveloppes1erjour
- 2000 : Deux enveloppes Sport traditionnel Sydney 2000

### Timbres des États d'Afrique francophone

#### République deDjibouti
- 1977 : Timbre Djibouti Admission à l'ONU - Poste Aérienne 300F
- 1980 : Timbre Inauguration de la Station terrienne de télécommunications -  Poste Aérienne 500F
- 1981 : Trois timbres
  - 1960-1980 Vostok 1 Y.Gagarine - Poste Aérienne 75F
  - Sonde Viking, exploration de Mars - Poste Aérienne 120F
  - 1960-1980 Freedom 7 A.B.Shepard - Poste aérienne 150F
- 1982 : trois timbres
  - 15e Anniversaire du 1er engin sur la Lune - Luna 9 (URSS) - Poste Aérienne 40F
  - 20e Anniversaire du 1er vol humain satellisé - J.H. Glenn (États-Unis) - Poste Aérienne 60F
  - 5e Anniversaire du 1er engin sur Mars - Viking 1 (États-Unis) - Poste Aérienne 180F
- 1983 : Timbre Conférence des donateurs - Postes 75F
- 1984 : Trois timbres 75e Anniversaire de la traversée de la Manche par Blériot - Poste Aérienne 40F - 75F - 90F
- 1985 : Trois timbres Expansion des télécommunications - Poste Aérienne 50F - 90F - 120F
- 1986 : Timbre Statue de la Liberté 1886-1986 - Poste Aérienne 250F
- 1986 : Deux timbres
  - Palais du Peuple - Postes 105F
  - Ministère de l'intérieur, des Postes et Télécommunications - Postes 115f
- 1987 : Deux timbres Centenaire de la ville de Djibouti - Poste Aérienne 150F - (100F mise en page, photo de ?)
- 1987 : Trois timbres
  - 60e Anniversaire de la 1re traversée en solitaire de l'Atlantique Nord - Ch. Lindbergh - Poste Aérienne 80F
  - 45e Anniversaire de la ligne Istres-Djibouti - Poste Aérienne  55F
  - Costes et Lebrix, a été remplacé par 1er tour du monde sans escale et sans ravitaillement - Voyager - Poste Aérienne 120F (pour le 120F mise en page d'après photo ?)
- 1987 : Deux timbres
  - 25e Anniversaire du satellite Telstar - Poste Aérienne 190F
  - 150e Anniversaire de l'invention du télégraphe - Samuel Morse 1791-1872 - Poste Aérienne 250F
- 1988 : Timbre 125e Anniversaire de la Croix-Rouge & du Croissant rouge - Poste Aérienne 300F
- 1988 : Timbre UNICEF Vaccination universelle d'ici à 1990 - Postes 125F
- 1989 : Timbre Gravure rupestre Toûrka Madou (ceb) - Postes 5F

#### République fédérale islamique des Comores
- 1980 : Timbre Découverte de Pluton / Kepler & Copernic - Postes 400F
- 1980 : Timbre Découverte de Pluton (avec surcharge de 5F)
- 1983 : Timbre Conférence des bailleurs de fonds - Poste aérienne 475F
- 1990 : Deux timbres
  - Pavillon d'honneur de l'aéroport - Postes (25F)
  - Assemblée fédérale - Postes (75F)

#### Madagascar
- 1988 : Timbre Centenaire du collège Saint-Michel - Postes 250 FMG / 50 Ariary

#### Gabon
- 1978 : Timbre Premier vol à moteur 1903 Wilbur & Orville Wright - Poste aérienne 380F (gravé par Betemps)
- 1979 : Timbre 1res Journées médicales du Gabon - Postes 200F
- 1983 : Deux timbres
  - Journée mondiales des télécommunications - Postes 90F
  - (Les deux timbres son identique et renversé en tête-bêche avec la même faciale)
- 1983 : Timbre Inauguration du transgabonais 2e tronçon N'Djolé - Booué - Postes 75F
- 1986 : Timbre Journée mondiale des Télécommunications - Poste Aérienne 300F
- 1986 : Timbre Journée mondiale de la Poste - 500F
- 1986 : Timbre Inauguration du transgabonais 3e tronçon Owendo - Franceville - Postes 90F
- 1986 : Bloc de un timbre Inauguration du transgabonais Owendo - Franceville - Postes 250F
- 1988 : Timbre Journée mondiale des Télécommunications - 150F
- 1988 : Timbre Journée mondiale des Télécommunications - 1988 Transfert de technologie - Postes 125F
- 1992 : Timbre Conférence internationale sur la Nutrition - 100F

#### République populaire du Congo
- 1979 : Timbre La communication réduit la distance, Philexafrique 2 - Postes 150F (vignette UAPT Libreville)
- 1980 : Timbre Réalignement de la Ligne de Chemin de Fer - Postes 75F
- 1980 : Timbre Faisceaux Hertziens Brazzaville. Impfondo via Ouesso - Postes 150F
- 1982 : Timbre Union Internationale des Télécommunications, conférence des plénipotentiaires Nairobi - Postes 300F
- 1984 : Deux timbres 34e anniversaire du Conseil Mondial de la Paix - 1) Postes 50F / 2) Postes 100F
- 1985 : Timbre 25e anniversaire de l'Admission à l'ONU - Poste Aérienne 190F
- 1985 : Timbre 40e anniversaire de l'ONU - Poste Aérienne 180F
- 1987 : Deux timbres 30e anniversaire du 1er satellite artificiel - 1) Poste aérienne 60F argent / 2) Poste aérienne 240F or
- 1991 : Quatre timbres Centenaire du Timbre-Poste Congolais - 1) Poste 75F / 2) Postes 120F / 3) Postes 240F / 4) Postes 500F (gravé par Jumelet)

#### Mali
- 1979 : Trois timbres 3e anniversaire du 1er vol commercial supersonique - 1) Poste aérienne 120F / 2) Poste aérienne 130F / 3) Poste aérienne 200F
- 1982 : Timbre 1957-1982 Spoutnik 1 Premier Satellite Artificiel - Postes 270F
- 1983 : Timbre Année mondiale des communications - Postes 180F (fond noir)
- 1986 : Trois timbres idem de 1979 avec surcharge, du 1er vol supersonique - 1) 175F / 2) 225F / 3) 300F

#### Tchad
- 1985 : Deux timbres Philexafrique 3 Lomé
  - Année Internationale de la Jeunesse - Poste Aérienne 200F
  - Air Tchad Fokker 27 - Poste Aérienne 200F

#### Niger
- 1984 : Deux timbres 25e Anniversaire du Conseil de l'entente Solidarité et Paysannat, mai 1959, mai 1984 - 1) Postes 65F / 2) Postes 85F - (d'après Abayi V.Philippe)

#### Mauritanie
- 1985 : Deux timbres Année Internationale de la Jeunesse
  - Jeunesse et Développement, Poste Aérienne 50 UM
  - Jeunesse et Développement, Poste Aérienne 50 UM (vignette Lomé 85 UAPT)

#### Côte-d'Ivoire
- 1979 : Timbre La Communication réduit la distance - Postes 70F (gravé par P. Forget)
- 1984 : Timbre 24e Anniversaire de l'Indépendance Nationale - Postes 100F
- 1984 : Deux timbres 25e Anniversaire du Conseil de l'Entente Solidarité et Paysannat mai 1959, mai 1984 - 1) Postes 100F / 2) Postes 125F - (d'après Abayi V. Philippe)
- 1985 : Timbre 40e Anniversaire de l'ONU & 25e Anniversaire de l'entrée de la Côte d'Ivoire dans l'ONU 20 septembre 1960 - Postes 100F
- 1989 : Timbre 30e Anniversaire de la Capteao - Postes 155F

#### Cameroun
- 1986 : Trois timbres (mise en page) 1er anniversaire de la naissance du RDPC. - 1) Postes 70F / 2) Postes 70F / 3) Postes 100F
- 1986 : Trois Timbres (mise en page) 
  - 1926-1986 S.M. Élisabeth II - Postes 100F
  - S.E. Paul Biya & S.M. Élisabeth II - Postes 175F
  - 1926-1986 S.M. Élisabeth II - Postes 210F
- 1986 : Trois timbres Année internationale de la Paix
  - Mgr Desmond Tutu Prix Nobel de la Paix' - Postes 175F
  - Mgr Desmond Tutu - Postes 200F
  - Année internationale de la Paix - Postes 250F

#### Togo
- 1984 : Trois timbres Centenaire de l'Amitié Germano-Togolaise 1884-1984
  - O. F. de Bismark - Chancelier - Postes 90F
  - Guillaume II - Empereur - Postes 90F
  - J. de Puttkamer - Commissaire 1891-1893 - Postes 90F (timbre format 40X52 et pour le bloc format du timbre Géant 60x80)
- 1984 : Deux timbres 25e Anniversaire du Conseil de l'Entente Solidarité et Paysannat mai 1959, mai 1984 - 1) Postes 70F / 2) Postes 90F - (d'après Abayi V.Philippe)

#### République de Haute-Volta
- ? : Timbre 30e Anniversaire des Droits de l'Homme - Postes 55F
- 1984 : Deux timbres 25e Anniversaire du Conseil de l'Entente Solidarité et Paysannat mai 1959, mai 1984 - 1) Postes 90F / 2) Postes 100F - (d'après Abayi V.Philippe)

#### Burkina Faso
- 1991 : Timbre Samuel Morse 1791-1872 - Postes 200F

#### République populaire du Bénin
- 1984 : Timbre 25e Anniversaire du conseil de l'entente solidarité et paysannat 29 mai 1959 / 29 mai 1984 - Postes